# Digital Mechanism and Gear Library
La Digital Mechanism and Gear Library (bibliothèque numérique des mécanismes et engrenages) est un projet de numérisation des savoirs dans le domaine de la mécanique, pour la bibliothèque numérique européenne, Europeana.

## Présentation du projet
Il s'agit d'une bibliothèque numérique d'ingénierie ayant pour objectif de collecter, intégrer, préserver, systématiser et de présenter de manière adéquate des informations dans le domaine des mécanismes et de la science des machines
Il propose des contenus dans différentes langues (Latin, italian, allemand et d'autres langues), et des animations. Certains documents datent du XVIe siècle. Il comporte des ouvrages, des schémas et des modèles physiques.

## Annexe